# Chór Mieszany „Educatus” Uniwersytetu Komisji Edukacji Narodowej w Krakowie
Chór mieszany „Educatus” – krakowski chór, którego członkami są studenci, absolwenci i pracownicy Uniwersytetu Komisji Edukacji Narodowej w Krakowie oraz innych krakowskich uczelni.

## Osiągnięcia
- 2002 i 2003 - „Złote pasmo” w Małopolskim Konkursie Chórów
- 2004 - „Złoty dyplom” w VIII Międzynarodowym Konkursie Chóralnym w Riva del Garda we Włoszech.
- 2004 - srebrny medal na VII Ogólnopolskim Festiwalu Chóralnym Cantio Lodziensis.
- 2005 - GRAND PRIX w VII Małopolskim Konkursie Chórów w Niepołomicach.
- 2006 - I Festiwal Chóralny „Cantate Domino” - III miejsce
- 2006 - dwa „Srebrne pasma” na Międzynarodowym Festiwalu Chórów Akademickich w Pardubicach (Czechy)
- 2007 - XVI Ogólnopolski Festiwal Pieśni Chóralnej „Kolędy i Pastorałki” w Myślenicach - Grand Prix
- 2007 - „Złota Struna” na IX Małopolskim Konkursie Chórów w Niepołomicach
- 2007 - złoty medal w kategorii chórów mieszanych, nagrodę dla najlepszego chóru zagranicznego oraz nagrodę za najlepsze wykonanie utworu o tematyce sakralnej na Międzynarodowym Konkursie Chórów Akademickich w Bańskiej Bystrzycy na Słowacji. Adam Korzeniowski zdobył nagrodę indywidualną dla najlepszego dyrygenta.
- 2007 - II Międzynarodowy Festiwal „Rybnicka Jesień Chóralna” - I miejsce w kategorii chórów mieszanych oraz wyróżnienie za wykonanie utworu współczesnego
- 2009 - Międzynarodowy Konkurs Chóralny w Republice Serbskiej (Bośnia i Hercegowina) - nagroda specjalna za najlepsze wykonanie utworu serbskiego kompozytora
- 2009 - XXVIII Międzynarodowy Konkurs Muzyki Cerkiewnej w Hajnówce - zdobycie drugiego miejsca w kategorii chóry amatorskie świeckie
- 2010 - GRAND PRIX w XIX Ogólnopolskim Konkursie „Kolęd i Pastorałek” w Myślenicach
- 2010 - Złoty medal w kategorii Chórów Mieszanych oraz Srebrny medal w kategorii chórów kameralnych na I Międzynarodowym Konkursie Chóralnej Muzyki Sakralnej w Prewezie (Grecja). Adam Korzeniowski otrzymał nagrodę indywidualną dla najlepszego dyrygenta
- 2017 - I miejsce oraz Złota Struna w kategorii chórów młodzieżowych i akademickich w XIX Ogólnopolskim Konkursie Chórów „O złotą strunę…” w Niepołomicach
- 2017 - II miejsce na Międzynarodowym Konkursie Kolęd i Pastorałek im. Ks. Kazimierza Szwarlika w Będzinie
- 2018 - pierwsze miejsce i złoty medal w kategorii chórów mieszanych oraz srebrny medal w kategorii chórów kameralnych podczas 36. International Choral Festival w Prewezie (Grecja)